# 新乐玉皇殿
新乐玉皇殿，位于中国河北省石家庄市第二中学，为石家庄市新乐市的一个省级文物保护单位，类型为古建筑，公布时间为2001年2月7日。
新乐玉皇殿的历史年代为明、清。